# Miłosne przygody panów Z. i J., znanych osobistości w D.
Miłosne przygody panów Z. i J., znanych osobistości w D. – polski, niemy, czarno-biały romans z 1912 roku w reżyserii Zygmunta Wesołowskiego. Nie zachowała się żadna kopia tego filmu.